# Alex Henning
Alex Henning é um especialista em efeitos visuais estadunidense. Venceu o Oscar de melhores efeitos visuais na edição de 2012 por Hugo, ao lado de Joss Williams, Ben Grossmann e Robert Legato.